# عشق دروغ خونین (فیلم ۲۰۲۴)
عشق دروغ خونین یا عشق زخم می‌زند (به انگلیسی: Love Lies Bleeding) یک فیلم عاشقانه جنایی و دلهره‌آور در سبک وسترن معاصر محصول سال ۲۰۲۴ به کارگردانی رز گلس که فیلم‌نامه را مشترکاً با ورونیکا توفیسکا نوشته‌اند. در این فیلم بازیگرانی همچون کریستن استوارت، کیتی اوبراین، جنا مالون، آنا باریشنکوو، دیو فرانکو و اد هریس ایفای نقش کرده‌اند. این فیلم محصول مشترک بریتانیا و آمریکاست. داستان آن در سال ۱۹۸۹ اتفاق می‌افتد و رابطهٔ بین یک مدیر باشگاه منزوی با یک خانواده جنایتکار و یک بدنساز جاه‌طلب را روایت می‌کند.
مراسم افتتاحیهٔ این فیلم در ۳۰ دی ۱۴۰۲ (۲۰ ژانویهٔ ۲۰۲۴) در حین جشنواره فیلم ساندنس برگزار شد. این فیلم در ۸ مارس ۲۰۲۴ به‌وسیلهٔ ای۲۴ در ایالات متحده اکران شد و نظرات مثبتی را از سوی منتقدان دریافت کرد.

## بازیگران
- کریستن استوارت در نقش لو،[۴] مدیر باشگاه منزوی
- کیتی اوبراین در نقش جکی،[۳] بدنساز در حال ترقی
- اد هریس در نقش لو سینیور، پدر لو
- جنا مالون در نقش بث، خواهر لو
- آنا باریشنکوو در نقش دیزی، یک لزبین که لو را تحسین می‌کند
- دیو فرانکو در نقش جی.جی. شوهر بث

## بازخورد

### گیشه
در آخر هفته افتتاحیه، این فیلم ۲۷۶٬۶۱۸ دلار از پنج سینما به دست آورد که میانگین هر سالن ۵۵٬۳۲۴ دلار بود. این فیلم با گسترش به ۱٬۳۶۲ سینما در آخر هفته بعدی، ۲٫۵ میلیون دلار فروش کرد و در گیشه ششم شد.

### واکنش انتقادی
در وبگاه جمع‌آوری نقد راتن تومیتوز، ٪۹۲ از ۱۷۱ بررسی منتقدان مثبت است، و میانگینِ امتیاز آن ۷٫۸/۱۰ است. این فیلم در متاکریتیک که از میانگین وزنی استفاده می‌کند، بر اساس نظر ۴۷ منتقدین امتیاز ۷۶ از ۱۰۰ را کسب کرده که نشان‌گر «نقدهای عموماً مطلوب» است. تماشاگرانی که در نظرسنجی پست‌ترک شرکت کردند، به این فیلم امتیاز کلی ۷۸ درصد مثبت با میانگین نمرهٔ ۳٫۵ از ۵ ستاره دادند.